# Midway (comtat d'Adams)
Midway és una concentració de població designada pel cens dels Estats Units d'Amèrica a l'estat de Pennsilvània. Segons el 2000 tenia 2.323 habitants.

## Demografia
Segons el cens del 2000, Midway tenia 2.323 habitants, 904 habitatges, i 646 famílies. La densitat de població era de 1.319 habitants per quilòmetre quadrat.
Dels 904 habitatges en un 34,1% hi vivien nens de menys de 18 anys, en un 58,5% hi vivien parelles casades, en un 9,3% dones solteres, i en un 28,5% no eren unitats familiars. En el 21,9% dels habitatges hi vivien persones soles el 9,1% de les quals corresponia a persones de 65 anys o més que vivien soles. El nombre mitjà de persones vivint en cada habitatge era de 2,57 i el nombre mitjà de persones que vivien en cada família era de 3,02.
Per edats la població es repartia de la següent manera: un 25,7% tenia menys de 18 anys, un 7,3% entre 18 i 24, un 32,6% entre 25 i 44, un 21,1% de 45 a 60 i un 13,3% 65 anys o més.
L'edat mediana era de 36 anys. Per cada 100 dones de 18 o més anys hi havia 95,4 homes.
La renda mediana per habitatge era de 42.621 $ i la renda mediana per família de 46.875 $. Els homes tenien una renda mediana de 33.429 $ mentre que les dones 24.865 $. La renda per capita de la població era de 17.928 $. Entorn de l'1,8% de les famílies i el 3,4% de la població estaven per davall del llindar de pobresa.